# Aletris glandulifera
Aletris glandulifera là một loài thực vật có hoa trong họ Nartheciaceae. Loài này được Bureau & Franch. mô tả khoa học đầu tiên năm 1891.